# École Centrale de Lille
École Centrale de Lille er et fransk ingeniør-institut tilknyttet Groupe Centrale. 
Instituttet blev oprettet i 1854 (École des arts industriels et des mines de Lille) i 1872 (Institut industriel du Nord) og har i dag omkring 1300 studerende. 

## Internationalt samarbejde
École Centrale de Lille-samarbejdsuniversiteter:
- Top Industrial Managers for Europe (TIME): Danmarks Tekniske Universitet (DTU), École Centrale de Lille